# Saint-Jean-d'Ataux
Saint-Jean-d'Ataux é uma comuna francesa na região administrativa da Nova Aquitânia, no departamento Dordonha. Estende-se por uma área de 12,36 km². Em 2010 a comuna tinha 136 habitantes (densidade: 11 hab./km²).